# Eurodryas perianthes
Eurodryas perianthes är en fjärilsart som beskrevs av Cabeau 1926. Eurodryas perianthes ingår i släktet Eurodryas och familjen praktfjärilar. Inga underarter finns listade i Catalogue of Life.